# Seznam ameriških boksarjev
Seznam ameriških boksarjev.

## A
Brian Adams (rokoborec) - Devon Alexander - Muhammad Ali - Mike Alvarado - Lou Ambers - Sumya Anani - Demetrius Andrade - Sammy Angott - Fred Apostoli - Joey Archibald - Henry Armstrong - Theresa Arnold - Chris Arreola - Alicia Ashley - Abe Attell - Monte Attell - Paulie Ayala - 

## B
Buddy Baer - Max Baer - Randall Bailey - Tony Baltazar - Carmen Basilio - O'Neil Bell - Paul Berlenbach - Andre Berto - Tyrell Biggs - Karen Bill - Anthony Bonsante - Cedric Boswell - Riddick Bowe - James J. Braddock - Timothy Bradley - Lamon Brewster - Shannon Briggs - Jesse Brinkley - Bennie Briscoe - Jack Britton - Adrien Broner - Leona Brown - Cornelius Bundrage - Tommy Burns - Chris Byrd - Tracy Byrd (boksar) - 

## C
Tony Canzoneri - Michael Carbajal - Rubin Carter - Paul Centopani - Bobby Chacon - Eddie Chambers - George Chaney - Ezzard Charles - Jackie Chavez - Joe Choynski - Tavoris Cloud - Randall Cobb - Curtis Cokes - Coley Wallace - Billy Conn - Gerry Cooney - Brent Cooper - James J. Corbett - Demarcus Corley - Diego Corrales - Billy Costello - Johnny Coulon - Eddie Crook mlajši - Steve Cunningham - Donald Curry - 

## D
Alberto Davila - Al Bummy Davis - Chad Dawson - Oscar de la Hoya - Tony DeMarco - Andrea DeShong - Jack Dempsey - Michael Dokes - James »Buster« Douglas - Joe Dundee - Johnny Dundee - Vince Dundee - 

## E
Eddie Eagan - Ron Eldard - Jimmy Ellis - Sonya Emery - Eric Butterbean - Miguel Espino - Seniesa Estrada -  Clifford Etienne -

## F
Jesse Ferguson - Melissa Fiorentino - George Foreman - Bob Foster - Tiger Jack Fox - Jeff Fraza - Joe Frazier - Gene Fullmer - Fred Fulton - 

## G
Tony Galento - Joe Gans - Danny Garcia - Ian Gardner - Frankie Genaro - Dawn George - Joey Giambra - Joey Giardello - Joey Gilbert - Kendall Gill - George Godfrey - Ruby Goldstein - Jesus Gonzales - Delia Gonzalez - Rocky Graziano - Harry Greb - Emile Griffith - Robert Guerrero - Gina Guidi - 

## H
Marvin Hagler - Chevelle Hallback - Dave Hamilton - Eugene Hart - Marvin Hart - Thomas Hearns - Pete Herman - Virgil Hill - Larry Holmes - Kendall Holt - Evander Holyfield - Bernard Hopkins - Al Hostak - 

## I
Johnny Indrisano - 

## J
Beau Jack - Tony Janiro - Joe Jeanette - Harry Jeffra - James J. Jeffries - Lew Jenkins - Harold Johnson - Jack Johnson - Leavander Johnson - Marvin Johnson - Carson Jones - Eva Jones - Mike Jones - Roy Jones mlajši - William Joppy - Zab Judah - 

## K
Rocky Kansas - Stanley Ketchel - James Kirkland - Jack Kracken - 

## L
Fidel La Barba - Jake LaMotta - Mills Lane - Jimmy Lange - Pete Latzo - Jesse James Leija - Benny Leonard - King Levinsky - John Henry Lewis - Jason Litzau - Rocky Lockridge - Eddie Lopez - Danny Lopez - Josesito Lopez -Joe Luis- Blanca Luna - Ron Lyle -

## M
Ray Mancini - Sammy Mandel - Peter Manfredo - Rocky Marciano - Martha Salazar - Paul Malignaggi - Bob Martin (boksar) - Ed Martin - Leotis Martin - Vanes Martirosyan - Buster Mathis - Joey Maxim - Floyd Mayweather mlajši - Floyd Mayweather starejši - Oliver McCall - Mike McCallum - Kid McCoy - Terry McGovern - Sam McVey - Ray Mercer - Holley Mims - Sharmba Mitchell - John Molina - Tom Molineaux - Archie Moore - Davey Moore (1960.) - Davey Moore (1980.) - The boxers Davey Moore - Michael Moorer - Sergio Mora - Tommy Morrison - Shane Mosley - Matthew Saad Muhammad -

## N
Randy Neumann - Terry Norris - Ken Norton - Lou Nova - 

## O
Bobo Olson - Victor Ortiz -

## P
Bobby Pacho - Billy Papke - Vernon Paris - Willie Pastrano - Kelly Pavlik - Vinny Paz - Willie Pep - Lamont Peterson - Ted Petty - Shawn Porter - Aaron Pryor -

## Q
Dwight Muhammad Qawi - Jerry Quarry - Peter Quilin -

## R
Pete Rademacher - Hasim Rahman - Frankie Randall - Elmer Ray - David Reid (boksar) - Elena Reid - Jonathan Reid - Suzanne Riccio-Major - Adrian Riggs - Bridgett Riley - Charley Riley - Brandon Rios - Sugar Ray Robinson - Danny Romero - Brad Rone - Maxie Rosenbloom - Barney Ross - Mickey Rourke - Tommy Ryan - 

## S
Sandy Saddler - Floyd Salas - Dmitriy Salita - Bob Satterfield - Lou Savarese - Petey Scalzo - Jack Sharkey - Tom Sharkey - Earnie Shavers - Bruce Seldon - Curtis Sheppard - Claressa Shields - Ishe Smith - Kisha Snow - Brad Solomon - Cory Spinks - Leon Spinks - Michael Spinks - Freddie Steele - Art Sykes -

## T
Johnny Tapia - Antonio Tarver - John Tate (boksar) - Jermain Taylor - Meldrick Taylor - Phil Terranova - Ernie Terrell - Pinklon Thomas - Tony Thompson - Henry Tillman - Austin Trout - Art Tucker - Tony Tucker - Gene Tunney - Najai Turpin - Mike Tyson -

## V
Jessie Vargas -

## W
Jersey Joe Walcott - Mickey Walker - Andre Ward - Vonda Ward - Bobby 'Boogaloo' Watts - Mike Weaver - Rhoshii Wells - Chuck Wepner - Pernell Whitaker - Deontay Wilder - Jess Willard - Cleveland Williams - Ike Williams - Paul Williams - DaVarryl Williamson - Harry Wills - Johnny Wilson - Tim Witherspoon - Jermaine Woods - Chalky Wright - Ronald Wright -

## Y
Jimmy Young (boksar) - 

## Z
Tony Zale - 